# Дукельский, Александр Григорьевич
Александр Григорьевич Дукельский (при рождении и в период обучения в ХТИ — Авраам-Бер Егуде-Гилелевич Дукельский; 14 (26) декабря 1872 — 14 декабря 1948) — российский и советский конструктор артиллерийских систем. Создатель серии первых отечественных железнодорожных артиллерийских систем. Доктор технических наук (1944), профессор.

## Биография
Родился 26 декабря 1872 года в местечке Радивоновка Полтавской губернии. Из еврейской семьи. В 1891 году окончил Кременчугское реальное училище.
Окончил Харьковский практический технологический институт в 1896 году. Последующие 22 года (по 1918 год) работал в Санкт-Петербурге на Санкт-Петербургском металлическом заводе: с 1896 года — инженер-технолог, с 1904 года — начальник артиллерийского технического бюро, с 1914 года — технический директор завода.
В период работы на заводе сначала участвовал в разработке чертежей и в проектировании 10-дюймовых башенных установок для броненосцев «Пересвет» и «Ослябя», 12-дюймовых установок для броненосцев «Ретвизан», «Иоанн Златоуст», «Евстафий». После 1904 года уже как самостоятельный руководитель проектного коллектива возглавил работы по проектированию 8- и 12-дюймовых башенных установок для кораблей «Андрей Первозванный», «Император Павел I». Разработал проект башенных установок для 8-дюймовых орудий длиною в 45 калибров для крейсеров «Баян», «Паллада», а также 8-дюймовых станков с кронштейнами дли башен крейсера «Адмирал Макаров», построенного по российскому заказу во Франции. В 1909 году выиграл международный конкурс на разработку проектов трехорудийных 12-дюймовых (305-мм) башенных артиллерийских установок для линейных кораблей типа «Севастополь», «Петропавловск», «Гангут». За создание этих установок награждён орденом Святого Владимира 4-й степени.
С 1913 года руководил изготовлением разработанных под его же руководством 14-дюймовых артиллерийских установок для линейного крейсера «Измаил». Кроме того, под его руководством проектировались и изготовлялись береговые двухорудийные артиллерийские башенные установки для фортов «Алексеевский» и «Николаевский» в составе Кронштадтской позиции Морской крепости Императора Петра Великого (такие установки на этих фортах стали первыми в мире). К началу 1917 года завод при участии А. Г. Дукельского выполнил заказ по созданию двух железнодорожных транспортёров, на которых были установлены 254-мм морские орудия.
После Октябрьской революции завод в конце декабря 1917 года практически прекратил производство, а в июне 1918 года был национализирован. Оставшийся без средств к существованию Дукельский уехал в Севастополь и работал на Севастопольском морском заводе, затем занимал руководящие должности в проектных организациях Одессы, Казани.
В 1923 году вернулся в Петроград и продолжил работу на том же заводе (с 1924 года — Ленинградский металлический завод). Поскольку артиллерийский отдел на заводе к тому времени был упразднён и продолжались лишь работы над созданием турбинного и котельного производства, А. Дукельский стал трудиться в этом направлении.
В 1927 году А. Г. Дукельский предложил вернуться к строительству железнодорожных артиллерийских установок крупного калибра с использованием орудий, ранее предназначенных для строившихся боевых кораблей и со времён первой мировой войны хранившихся на складах ввиду прекращения их строительства. Мотивировал своё решение техническим устареванием береговых стационарных батарей и их растущей уязвимости от авиации противника. К своему предложению он приложил разработанный в инициативном порядке эскизный проект размещения 356-мм орудия на железнодорожном транспортере. Идея Дукельского вызвала много споров (например, в Главном артиллерийском управлении не понимали, какие задачи могут решать пушки на железнодорожных платформах и проводили аналогию с бронепоездами времён гражданской войны, указывая на устаревание их опыта), но зато она нашла понимание среди руководства РККФ и создание железнодорожных артиллерийских установок калибров 180 мм, 305 мм и 356 мм была включена в первый советский пятилетний план.
Ему же и была поручена работу по созданию этих установок. В 1929 году он назначается главным конструктором Отдельного конструкторского технологического бюро (позднее переименовано в ЦКБС-3, затем в ЦКБ-19) и приступил к практической работе. Одновременно являлся заведующим военным отделом Ленинградского машиностроительного треста.
Однако 22 мая 1930 года А. Г. Дукельский был арестован полномочным представительством ОГПУ СССР по Ленинградской области по делу «Промпартии». Постановлением Коллегии ОГПУ СССР от 3 апреля 1931 года был осужден по ст. 58-7 УК РСФСР («Подрыв государственной промышленности, транспорта, торговли, денежного обращения или кредитной системы, а равно кооперации, совершённый в контрреволюционных целях путём соответствующего использования государственных учреждений и предприятий, или противодействие их нормальной деятельности … то есть промышленный саботаж») к высшей мере наказания (расстрел) с заменой наказания заключением в концлагерь сроком на 10 лет. Во время отбытия наказания продолжал проектно-конструкторскую работу в «шарашке» ОГПУ, которая находилась на территории того же завода, где он работал до ареста. Постановлением Коллегии ОГПУ СССР от 14 марта 1932 года был досрочно освобожден. Реабилитирован посмертно постановлением прокурора города Санкт-Петербурга 28 сентября 1992 года.
После освобождения вернулся на должность руководителя ЦКБС № 3 и продолжил работу над комплексом ТМ-I-14 на основе оставшихся неиспользованными 356-мм орудий от недостроенных линейных крейсеров типа «Измаил». В 1934 году первые железнодорожные артустановки вступили в строй, 3 из них были направлены на Тихий океан, а три на Балтийское море. Затем тем же коллективом были разработаны более совершенные установки ТМ-2-12 и ТМ-3-12 на основе 12" (305-мм) орудий. При всех достоинствах этих систем у них оставался общий недостаток: для стрельбы им требовались специально подготовленные боевые позиции. Этот недостаток был устранён при создании установки ТМ-1-180 на базе 180-миллиметрового орудия Б-1-П. (конструкторами которого являлись сотрудники ЦКБС № 3 Флоренский А. А. и Богданов Н. В., а А. Г. Дукельский осуществлял научное руководство проектом)
Батарея из 3 орудий ТМ-3-12 Балтийского флота участвовала в советско-финской войне, обстреливая финские береговые батареи и укрепления «Линии Маннергейма».
В годы Великой Отечественной войны установки А. Г. Дукельского проявили себя неизмеримо успешнее германских железнодорожных 800-мм сверхорудий «Дора» и «Густав»: они не требовали длительной подготовки для стрельбы, их обслуживали относительно небольшие экипажи, после стрельбы установки могли немедленно покинуть огневую позицию. Они участвовали в обороне Ханко, в обороне Ленинграда, в Выборгской и в Восточно-Прусской наступательных операциях (включая штурм Кёнигсберга). Из этих установок на Балтийском флоте была сформирована 101-я морская железнодорожная артиллерийская бригада. ЦКБ-19 во время войны продолжало свою работу в эвакуации в Казани.
В 1944 году ЦКБ-19 было расформировано, и А. Г. Дукельский вместе с основной частью своего коллектива был направлен в филиал ЦАКБ в Ленинград (с 1945 — Морское артиллерийское Центральное конструкторское бюро), где работал начальником отдела под руководством главного конструктора И. И. Иванова. После 1945 года был техническим консультантом в этом бюро, а также вёл научную и преподавательскую работу в Артиллерийской академии имени Ф. Э. Дзержинского, Военно-морской академии имени К. Е. Ворошилова, Ленинградском Военно-механическом институте.

## Награды
Российская империя
- орден Святого Владимира 4-й степени

СССР
- орден Ленина (1.08.1934)[24]
- орден Отечественной войны 2-й степени (16.09.1945)[25]
- орден Трудового Красного Знамени (1947)
- ряд медалей СССР
- Сталинская премия (1946)[26]

## Сочинения
- А. Г. Дукельский. Исторический очерк развития и проектирования башенных установок в России. 1886—1917 г. — М.: Артиллерийское Управление РККА, 1931.
- А. Г. Дукельский. Исторический очерк развития, проектирования и изготовления железнодорожных транспортеров. — М.: Воениздат, 1946.